# Saolin krónikák
A Saolin krónikák (eredeti cím: Xiaolin Chronicles) 2013 és 2015 között vetített amerikai–francia  számítógépes animációs akciósorozat, amelyet Christy Hui alkotott.
A Saolin leszámolás spin-offját Magyarországon a Cartoon Network, az Egyesült Államokban a Disney XD mutatta be. 2015-ben bejelentették, hogy a 26. epizóddal befejeződik a sorozat.
A történet öt ifjú saolinsárkányról szól: Omiról, Kimikóról, Raimundóról, Clay-ről és Ping Pongról, akiknek misztikus tanulmányaik közben meg kell szerezniük a mágikus Shen Gong Wukat. Ezekre az értékes tárgyakra azonban még másoknak is fáj a foga, ők a gonosz Heylinek. Jack Spicer, a „gonosz zsenikölyök”; Wuya, a szellembanya; Chase Young és Árny. Az epizódok nagy része Kína területén játszódik, bár több Japánra utaló elem is felfedezhető a sorozatban.

## Szinkronhangok
| Szereplő         | Eredeti hang    | Magyar hang     |
| ---------------- | --------------- | --------------- |
| Kimiko Tohomiko  | Jennifer Hale   | Laudon Andrea   |
| Raimundo Pedrosa | Eric Bauza      | Molnár Levente  |
| Clay Bailey      | David Kaye      | Seder Gábor     |
| Omi              | Tara Strong     | Baráth István   |
| Ping Pong        | Tara Strong     | Pupos Tímea     |
| Fung mester      | Michael Donovan | Szokolay Ottó   |
| Dojo             | Michael Donovan | Pálfai Péter    |
| Wuya             | Cree Summer     | Némedi Mari     |
| Jack Spicer      | Eric Bauza      | Pálmai Szabolcs |
| Chase Young      | David Kaye      | Moser Károly    |
| Árny (Shadow)    | Jennifer Hale   | Molnár Ilona    |

- További magyar hangok: Bodrogi Attila (Salvador Como), Faragó András (Patty), Kajtár Róbert (Clay apja)

## Szereplők
- Kimiko Tohomiko: A „Tűz sárkánya”. Ő az egyetlen lány a csapatban, aki gazdag, bátor és tüzes természetű. Tokióban született és nőtt fel, kivételesen gazdag családi háttérrel rendelkezik. Kimiko valódi értékei harc közben mutatkoznak meg. A lány az őselemek közül a Tüzet uralja.

- Raimundo Pedrosa: A „Szél sárkánya”. Brazil srác Rio de Janeiróból. A fiú első felbukkanásakor nem igazán szimpatikus, ugyanis ki nem állhatja Omit, és van benne némi erőszakos hajlam is. Sokkal jobban foglalkoztatja szobája kinézete, minthogy megtalálja a hiányzó Shen Gong Wukat. Rai azonban segítőkész a harcban, és bármit megtesz, hogy fenéken billenthesse a gonoszt. Raimundo az őselemek közül a Szelet uralja.

- Clay Bailey: A „Föld sárkánya”, Egy texasi cowboy. Hűségesebb Omihoz, mint a csapat többi tagja. A csatákban cowboyhoz méltóan harcol, és lépésről lépésre megtanítja Ominak, hogyan kell alaposan ellátni a rosszfiúk baját. A harc mellett fontos számára a nők védelmezése és mindennemű étkezés. Csata közben egyenesen kizökkenthetetlen. Soha nem sietős a dolga egészen addig, amíg nem szólnak neki, hogy ideje volna megkeresni a következő Shen Gong Wut. Clay az őselemek közül a Földet uralja. Van egy öccse, akit a Patty a Szuper Tehén című epizódban láthatunk.

- Omi: A „Víz sárkánya”. Omi egy robbanékony ifjú szerzetesnövendék, akinek nagy ego-ja van, de könnyen megszerethető. A saolincsapat nem hivatalos vezetője. A templomban élt egész életében; árva. Az őselemek közül a Vizet uralja. Legföbb célja, hogy újabb Shen Gong Wukat találjon és leszámoljon bármilyen ellenséggel, aki akadályozni próbálja őt ebben. Miközben társait oktatja a Shen Gong Wu-k tulajdonságairól és harcművészetekről, ő is mindig tanul tőlük valamit.

- Ping Pong: A „Fa sárkánya”. Ping Pong külseje olyan mint Omié, kivéve a nagy zöld szemüvege. Nagyon okos is. Az igazi neve IV. Boris Antonio Rolf Jean-Pierre Gaulle LeGrand. A Ping Pong nevet Omi adta neki, mert túl hosszúnak találta az eredetit. Szinte megszállottsággal rajong Omiért, gyakran próbálja utánozni.

- Fung mester: A saolinmester, a templom vezetője, a négy sárkány bölcs tanítója. Mindig valami fellengzős szöveg kíséretében tanítja az ifjú sárkányokat, amiket saját bevallása szerint a falinaptáráról és a szemhéja belső részéről olvas. Bölcsességeit tanítványai „szerencsesütis dumáknak” hívják.

- Dojo, a sárkány. A Shen Gong Wu ősi tekercsének őrzője; a méretét változtatni képes misztikus sárkány. Dojo olykor elég bosszantó, szószátyár alak, de képes megérezni a Wukat és gyorsan a fellelhetőségi helyszínükre fuvarozni az ötöst, úgyhogy rendkívül hasznos (és szerethető) tagja a csapatnak.

- Wuya: Egy gonosz, 1500 éves Heylin boszorkány, akinek a lelkét egy varázsdoboz rabul ejtette, ezért csak szellemként létezik. Wuyát Dashi győzte le egy Shaolin leszámolás során. A világuralom és egy új test megszerzéséhez Shen Gong Wukra fáj a foga.

- Jack Spicer: A gonosz zsenikölyök, aki kiszabadította Wuya szellemét a mágikus fadobozból. Szerelmes Kimikóba. Jack szereti a technikát és a robotokat, de legfőként a világ fölött szeretne uralkodni. Vörös haja van, és gótikus cuccai. Chase Young a példaképe, de gyakran köt rövid életű szövetségeket másokkal is. A harcban rendkívül ügyetlen, amúgy is eléggé hebehurgya alak, egy igazi lúzer, de ezért is lehet őt szeretni.

- Chase Young: Heylin harcos. Valaha a jók oldalán harcolt, de Babszem Hannibál Roy gonosszá tette. Csak a hatalom és a győzelem érdekli, a Wu-k teljesen hidegen hagyják, állítása szerint „játékszerek”. Annak ellenére, hogy gonosz, a jóság egy cseppnyi szikráját fel lehet fedezni benne, hiszen harc közben becsületes, és mindig megtartja az adott szavát.

- Árny (Shadow): Árny, a sorozat elején Willow álnéven próbálja megszerezni a saolintemplom Shen Gong Wuit, ám kudarcot vall. A Heylin oldalt erősíti és a saolinsárkányok ellen harcol a misztikus Shen Gong Wukért, hogy uralhassa a világot. Chase Young „lánya”, aki valójából egy kagylóban született.

## Változások az eredeti sorozathoz képest
- Dojo az eredeti sorozatban zöld színű, itt citromsárga és jóval humorosabb. Például ha kell, mindent megtesz Fung mester helyett, néha igen undorító dolgokat is. Emellett az eredeti sorozatban mindenféle használati- valamint közlekedési eszközzé tudott változni, ezzel ellentétben a jelenlegi sorozatban csak meg tud nőni, hogy a tanítványokat szállítsa.

- Úgy tűnik, Jack valamivel aljasabb és kicsit kulturáltabb volt az eredeti sorozatban. Itt inkább őrült, kapzsi, valamint kissé perverz. Az egyik részben megpróbál üzletelni Panda Bubbával, amire a bűnöző leggusztustalanabb kívánságait is teljesíti.

- Míg a Saolin leszámolás szerint Dashi nagymester egy faládikóba zárta be Wuyát, itt Fung mester elmondása szerint a szellem egy spiráljátékba lett bezárva.

- Az újabb Shen Gong Wuk sokkal viccesebbek, mint a régebbiek, emellett a néhány, eredeti sorozatban feltűnt Wúnak a nevét megváltoztatták. Az összecsapások ráadásul 3D-ben zajlanak.

- Raimundo jóval visszafogottabb és csendesebb lett az eredeti sorozathoz képest.
- Babszem Hannibál Roy aki az eredeti sorozat 3. évadjának főgonosza, ebben a sorozatban nem szerepel.
- Guan szerzetes mestert (ahogy itt szólítják Guano barát) elhunyt szellemként ábrázolják aki egy Chi üvegcsébe van zárva, az eredeti sorozatban még élő emberként szerepelt.
- Az eredeti sorozatban (pár rész kivételével) a főszereplők inkább a mellékszereplők ellen vívják a saolin leszámolásokat. Míg ebben a szorozatban majdnem mindegyik részben inkább a főszereplők között folyik a leszámolás.

## Epizódok
| Eredeti bemutató | Magyar bemutató | #   | Magyar cím                            | Eredeti cím                                   |
| ---------------- | --------------- | --- | ------------------------------------- | --------------------------------------------- |
|                  |                 |     |                                       |                                               |
| 1. ÉVAD          |                 |     |                                       |                                               |
|                  |                 |     |                                       |                                               |
| 2013.08.26.      | 2014.06.16.     | 01. | Új szerzetes a templomban             | New Monk on the Block                         |
|                  |                 |     |                                       |                                               |
| 2013.08.26.      | 2014.06.17.     | 02. | A rejtélyes lány                      | A Girl Named Willow                           |
|                  |                 |     |                                       |                                               |
| 2013.08.26.      | 2014.06.18.     | 03. | A saolinok bukása                     | The Fall of Xiaolin                           |
|                  |                 |     |                                       |                                               |
| 2013.09.14.      | 2014.06.19.     | 04. | Kék fény és arany nyulak              | Buddy Blue Ray and The Golden Bunnies         |
|                  |                 |     |                                       |                                               |
| 2013.09.21.      | 2014.06.20.     | 05. | A jóvátétel                           | Xiaolin Redemption                            |
|                  |                 |     |                                       |                                               |
| 2013.09.28.      | 2014.06.23.     | 06. | A természet törvényei                 | Laws of Nature                                |
|                  |                 |     |                                       |                                               |
| 2013.10.05.      | 2014.06.24.     | 07. | Tokiói őrület                         | Tokyo Madness                                 |
|                  |                 |     |                                       |                                               |
| 2013.10.12.      | 2014.06.25.     | 08. | Az elme csapdája                      | Out of Ping Pong’s Mind                       |
|                  |                 |     |                                       |                                               |
| 2013.10.19.      | 2014.06.26.     | 09. | A varázsparipa és a vadnyugat         | Magic Stallion and the Wild Wild West         |
|                  |                 |     |                                       |                                               |
| 2013.10.26.      | 2014.06.27.     | 10. | Kayla hercegnő és az Ezer rétegü hegy | Princess Kaila of the Thousand Layer Mountain |
|                  |                 |     |                                       |                                               |
| 2013.11.02.      | 2014.06.30.     | 11. | Én templomom, én otthonom             | Mi Temple, Mi Casa                            |
|                  |                 |     |                                       |                                               |
| 2013.11.09.      | 2014.07.01.     | 12. | Tigrisként                            | Tigress Woo                                   |
|                  |                 |     |                                       |                                               |
| 2013.12.06.      | 2014.07.02.     | 13. | Ördögűzés                             | Heylin Within                                 |
|                  |                 |     |                                       |                                               |
| 2014.02.01.      | 2014.07.03.     | 14. | Gyógyító barátság                     | Heal Me                                       |
|                  |                 |     |                                       |                                               |
| 2014.02.08.      | 2014.07.04.     | 15. | Rocco                                 | Rocco Choo                                    |
|                  |                 |     |                                       |                                               |
| 2014.02.11.      | 2014.07.07.     | 16. | A Zöld Majom maszkja                  | The Mask of the Green Monkey                  |
|                  |                 |     |                                       |                                               |
| 2014.02.21.      | 2014.07.08.     | 17. | Sárkányok bolygója                    | Planet of Dragons                             |
|                  |                 |     |                                       |                                               |
| 2014.03.24.      | 2014.07.09.     | 18. | Patty a szuper tehén                  | Super Cow Patty                               |
|                  |                 |     |                                       |                                               |
| 2014.03.25.      | 2014.07.10.     | 19. | Chase tojást tojik                    | Chase Lays an Egg                             |
|                  |                 |     |                                       |                                               |
| 2014.03.26.      | 2014.07.11.     | 20. | A gonosz jelölt                       | Drawn to be Evil                              |
|                  |                 |     |                                       |                                               |
| 2015.07.01       | 2014.07.14.     | 21. | Omi megmenti az ünnepet               | Omi Saves The Holidays                        |
|                  |                 |     |                                       |                                               |
| 2015.07.01       | 2014.12.15.     | 22. | Ki zsugorította össze Fung mestert?   | Who Shrank Master Fung?                       |
|                  |                 |     |                                       |                                               |
| 2015.07.01       | 2014.12.16.     | 23. | Újra a testben                        | Back in the Flesh Again                       |
|                  |                 |     |                                       |                                               |
| 2015.07.01       | 2014.12.17.     | 24. | A sárkány hangja                      | The Call of the Dragon                        |
|                  |                 |     |                                       |                                               |
| 2015.07.01       | 2014.12.18.     | 25. | A sárkány jele                        | The Mark of the Dragon Spirits                |
|                  |                 |     |                                       |                                               |
| 2015.07.01       | 2014.12.19.     | 26. | A sárkány repte                       | Flying Dragon                                 |
|                  |                 |     |                                       |                                               |